# Zieh den Stecker raus, das Wasser kocht
Zieh den Stecker raus, das Wasser kocht ist ein Fernsehfilm des SFB aus dem Jahre 1986. Er basiert auf einem Theaterstück von Ephraim Kishon. Dabei geht es um einen satirischen Blick auf moderne, abstrakte bildende Kunst.

## Handlung
Der schüchterne Maler Raphael hat wenig Erfolg mit seiner an alten Meistern orientierten, „fast realistischen“ Malweise. Nur seine Freundin Dahlia, die gleichzeitig sein Modell ist, glaubt an ihn.
Da kommt der bekannte Kunstkritiker Kalman M. Kaschtan in Raphaels Atelier. Dieser findet keinen Gefallen an Raphaels Werken, bis sein Blick auf eine zufällige Konstruktion fällt. Diese besteht aus einem Tisch, darauf ein Stuhl mit abgebrochenem Bein, der durch eine Bibel am Umfallen gehindert wird; darüber wiederum ein Schemel mit einem sich gerade im Betrieb befindenden elektrischen Teewasserkocher, der über einen Fassungsadapter an der Deckenleuchte angeschlossen ist.
Als Kalman M. Kaschtan, der diese Konstruktion für bewusst geschaffene Kunst hält, ganz entzückt nach dem Titel dieses Werkes fragt, kommt zufällig Dahlia vorbei und sieht, dass das Teewasser im Samowar kocht. Sie sagt zu Raphael: „Zieh den Stecker raus, das Wasser kocht.“
Kalman M. Kaschtan hält diesen Hinweis Dahlias an Raphael für den Titel des Werkes, er ist von dem konstruktiven Symbolismus des Kunstwerks hellauf begeistert.

## Verfilmung 1969
Eine erstmalige Verfilmung des Theaterstückes stammt aus dem Jahre 1969. Unter der Regie von Ettore Cella und Kishon selbst spielten Gerd Vespermann, Anita Kupsch und Günther Jerschke die Hauptrollen.
Weitere Darsteller waren u. a.: Walter Jokisch, Hans-Peter Korff, Henry König, Edgar Wiesemann, Rolf Jahncke, Friedrich Wilhelm Timpe, Edgar Maschmann, Wolf von Gersum, Gerhard Hartig und Ida Ehre.

## Hörspielfassung
Bereits im Jahr 1968 produzierte der West-Berliner Sender RIAS ein knapp 73-minütiges Hörspiel unter dem gleichen Titel. Die Übersetzung stammte von Helmut Castagne, die Hörspielbearbeitung verfasste Heinz Ritter. Die Regie führte Wolfgang Spier.
Die Erstausstrahlung fand am 11. März 1968 statt.
Die Sprecher waren:
Peer Schmidt: Raphael Schlesinger; Grit Boettcher: Dahlia; Gert Haucke: Kalman M. Kaschtan, Kunstkritiker; Fritz Tillmann: Joseph Pickler, Kunsthändler;
Harry Wüstenhagen: Dan Maron, Rundfunkreporter; Almut Eggert: Mon Cherie; Alexander Welbat: Gogo; Andreas Mannkopff: Jacquot; Martin Hirthe: Galeriediener;
Heinz Spitzner: Galeriediener; Erich Fiedler: Galeriebesitzer; Gerd Prager: Verkehrsminister; Friedrich W. Bauschulte: Mr. Green; Maria Axt: Mrs. Green